# Nepal Airlines
Nepal Airlines, anteriormente conocida como Royal Nepal Airlines, es una aerolínea con sede en Katmandú, Nepal. Es propiedad del gobierno y la compañía opera más de 30 destinos nacionales y 7 internacionales. Su aeropuerto principal es el Aeropuerto Internacional Tribhuvan en Katmandú y fue fundada en 1958.

## Flota

### Flota Actual
La flota de la aerolínea posee a octubre de 2021 una edad media de 5 años.